# Pilar González i Duarte
Pilar González Duarte (Barcelona, 1945) és una química catalana i professora universitària. Catedràtica jubilada de Química inorgànica a la Universitat Autònoma de Barcelona (UAB), ha desenvolupat una trajectòria destacada en recerca, docència, innovació educativa i divulgació científica. Ha estat presidenta de la Societat Catalana de Química (SCQ) i, l'any 2004, fou nomenada membre numerària (núm. 247) de la Secció de Ciències i Tecnologia de l'Institut d'Estudis Catalans, on des del 2020 n'és membre emèrita.

## Formació
Estudià Ciències Químiques a la Universitat de Barcelona (UB), on es llicencià el 1967 amb Premi Extraordinari de Llicenciatura. El 1970 obtingué un màster en Química per la University of Michigan, als Estats Units. Es doctorà el 1975 a la Universitat Autònoma de Barcelona (UAB), també amb Premi Extraordinari de Doctorat.

## Carrera acadèmica
Ingressà com a docent a la Universitat Autònoma de Barcelona, on fou professora titular i, a partir del 1990, catedràtica de Química Inorgànica. Ocupà càrrecs de gestió com a coordinadora del Departament de Química Inorgànica (1977–1980) i Coordinadora General de les Proves d'Accés a la Universitat a Catalunya (1985–1990.)

## Recerca
Els articles més rellevants derivats dels temes en els que s'ha centrat la seva recerca s'indiquen a continuació:
- la química de coordinació de tiolats metàl·lics, tant en fase sòlida[3][4] com en solució;[5]
- la reactivitat de metal·lolligands amb fórmula general [L₂Pt(μ-S)₂PtL₂];[6]
- la química bioinorgànica de les metal·lotioneïnes, sintetitzades mitjançant tècniques d'enginyeria genètica[7]
- el disseny de lligands quelants com a agents terapèutics per a la malaltia d'Alzheimer.[8]

Ha participat en nombrosos projectes finançats pel Govern d'Espanya i per la Generalitat de Catalunya.

## Docència i divulgació científica
Des de l'Institut d'Estudis Catalans, ha impulsat diverses iniciatives de divulgació científica. Durant la seva presidència a la Societat Catalana de Química (1995–2002), va promoure l'actualització de la taula periòdica, les Trobades de Joves Investigadors, els Debats de Química a l'IEC i la publicació de la revista de la SCQ.
Ha estat comissària de diverses exposicions científiques, com ara:
- Tot és química (mNACTEC, 2000)[2][10]
- Marie Curie, 1867–1934 (IEC, 2011)[9]
- Els elements químics, joies imprescindibles (IEC, 2011)[9]
- La taula periòdica a l'IEC (2019)[9]
- Molècules que ens han canviat la vida (2021–2022). Web de l'exposició,[11] Article a Mètode[12]

També ha traduït al català el llibre Els elements. Una exploració visual de tots els àtoms coneguts de l'univers, de Theodore Gray, publicat conjuntament per l'IEC, la Universitat de València i la UAB (1a edició, 2011; 2a edició, 2019; ISBN 9788437079073).

## Premis i distincions
- Distinció Jaume Vicens Vives a la qualitat docent universitària (2004).[14]
- Premi a l'Activitat Divulgadora de la Societat Catalana de Química (2023).[15]